# Espace urbain de Paimpol
L'espace urbain de Paimpol est un espace urbain français centré autour de la ville de Paimpol, dans le département des Côtes-d'Armor. Par la population, c'est le 87° des 95 espaces urbains français. En 1999, sa population était de 15 445  habitants sur une superficie de 84,62 km2.

## Caractéristiques
D'après la délimitation établie par l'INSEE en 1999, cet espace urbain est identique à l'aire urbaine de Paimpol : 5 communes dont 3 communes urbaines (formant le pôle urbain de l'aire) et 2 communes rurales monopolarisées. 
C'est un espace urbain unipolaire, qui ne peut donc pas comporter de communes multipolarisées.